# Джин Діксон (акторка)
Джин Діксон (англ. Jean Dixon; 14 липня 1893, Вотербері — 12 лютого 1981, Нью-Йорк) — американська акторка театру та кіно.

## Життя та творчість
Діксон народився в Вотербері, штат Коннектикут. Відвідувала школу Св. Маргарет у Вотербері, а також здобула освіту у Франції, де вивчала драматургію під керівництвом Сари Бернар.
Джин Діксон дебютувала на бродвейській сцені в 1926 році в комедійній мелодрамі під назвою «Дерев'яне кімоно» і продовжувала виступати там навіть після того, як відійшла від кіно. Її стиль «крихкої комедії» можна побачити в таких п'єсах, як «Червневий місяць» (1929) Джорджа С. Кауфмана та Рінга Ларднера та «Одного разу в житті» (1930) Кауфмана та Мосса Харта. Її останній виступ на Бродвеї відбувся у виставі The Gang's All Here в 1959—1960 роках.
Діксон дебютувала на екрані в 1929 році у фільмі «Леді бреше» і знялася в 11 інших фільмах, включаючи «Мій слуга Годфрі», перед її останнім студійним фільмом «Свято» (1938), в якому знялися Едвард Еверетт Гортон, Кері Ґрант і Кетрін Гепберн. Вона продовжувала грати на сцені протягом 1940-х і 1950-х років і знялася в серіалах і телевізійних фільмах у 1950-х і 1960-х роках.

## Особисте життя
У січні 1936 року Джин Діксон зустрілася з Едвардом Стівенсоном Елі; вони одружилися в Юмі, штат Арізона.

## Фільмографія
- 1929 — Леді бреше / The Lady Lies
- 1934 — Седі Мак-Кі / Sadie McKee — Опал
- 1935 — Вона вийшла заміж за свого боса / She Married Her Boss
- 1935 — / Mister Dynamite
- 1936 — / The Magnificent Brute
- 1936 — Мій слуга Годфрі / My Man Godfrey
- 1937 — Життя дається один раз / You Only Live Once
- 1938 — Свято / Holiday
- 1938 — Поцілунок перед дзеркалом / The Kiss Before the Mirror